# 蒙托 (洛特-加龙省)
蒙托（法語：Montaut，法語發音：[mɔ̃to]）是法国洛特-加龙省的一个市镇，属于洛特河畔新城区。

## 地理
蒙托（44°36'14"N, 0°40'14"E）面积14.19 平方千米，位于法国新阿基坦大区洛特-加龍省，该省份为法国西南部内陆省份，北起多爾多涅省，西接吉倫特省和朗德省，南至热尔省，东临塔恩-加龙省和洛特省。
与蒙托接壤的市镇（或旧市镇、城区）包括：布尔内勒、费朗萨克、卢格拉特、圣厄特罗普德博恩、维勒雷阿勒。

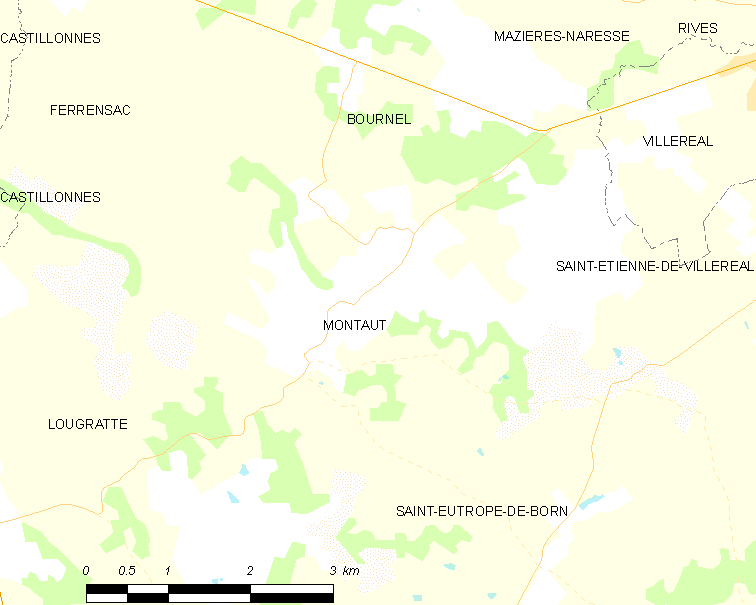
的OSM定位图

蒙托的时区为UTC+01:00、UTC+02:00（夏令时）。

## 行政
蒙托的邮政编码为47210，INSEE市镇编码为47184。

## 政治
蒙托所属的省级选区为上阿日奈-佩里戈尔县。

## 人口

1962-2008年间人口变化图示

蒙托于2022年1月1日时的人口数量为255人。